# 维森特·阿莱克桑德雷
维森特·皮奥·马塞利诺·西里洛·阿莱克桑德雷·梅洛（西班牙語：Vicente Pío Marcelino Cirilo Aleixandre y Merlo，1898年4月26日—1984年12月14日，「维森特」又譯「文森特」）是一位在塞维利亚出生的西班牙诗人，1977年诺贝尔文学奖获得者。

## 榮譽
- 成名作《毀滅或愛情》獲得西班牙皇家學院國家文學獎。
- 作家在1950年當選為西班牙皇家語言學院院士。
- 成為院士沒有多久，又獲得卡洛斯三世大十字勛章。

## 作品
重要詩集有成名作《毀滅或愛情》。